# Alex Wilkie
Pour les articles homonymes, voir Wilkie.
Alex James Wilkie est un mathématicien britannique né en 1948 à Northampton. Il est connu pour ses contributions à la théorie des modèles et à la logique mathématique.

## Biographie
Alex Wilkie fut étudiant à Aylesbury Grammar School (en) où il obtient en 1969 sa licence de mathématiques avec les félicitations du jury de l'University College de Londres ; université, dans laquelle il obtiendra en 1970 un master (en logique mathématique). En 1973 il obtient un doctorat à Bedford College sous la supervision de Wilfrid Hodges il y présente une thèse intitulée les modèles de la théorie des nombres. Il a été élu Fellow de la Royal Society en 2001.
Citation de cette nomination :
Wilkie a su combiner les techniques logiques et les techniques de géométrie différentielles permettant d'établir des théorèmes de finitude fondamentaux pour les ensembles définissables en utilisant la fonction exponentielle, et les pfaffiens plus généraux. Les résultats sont bien au-delà de ceux obtenus par des méthodes conventionnelles, ont déjà eu des applications frappantes sur les groupes de Lie.
Après son doctorat, il a poursuivi son travail universitaire en qualité de maître de conférences en mathématiques à l'Université de Leicester de 1972 à 1973.
Puis devient chercheur à l'Open University à partir de 1973 jusqu'en 1978. Il fut à deux reprises professeur de mathématiques auxiliaire à l'Université d'Oxford de 1978 à 1980 puis de 1981 à 1982. Il fut également professeur adjoint à l'Université Yale de 1980 à 1981.
En 1980 Wilkie a résolu le problème d'algèbre de lycée de Tarski.
En octobre 1982 Wilkie bénéficie d'une bourse de recherche au département de mathématiques à l'Université Paris Diderot, puis retourne en Angleterre l'année suivante pour trois années de bourse de recherche SERC (actuellement EPSRC) à l'Université de Manchester. Au bout de deux ans, il est nommé conférencier au département de mathématiques.
En 1986 il est titulaire de la chaire de Logique Mathématique à l'Université d'Oxford, poste devenu vacant à la retraite de Robin Gandy.
Il reste à ce poste jusqu'à sa nomination à la Chaire Fielden de Mathématiques Pures à l'Université de Manchester en 2007.

## Prix et récompenses
Wilkie a reçu le Prix Carol Karp (la plus haute distinction attribuée tous les cinq ans par l'Association for Symbolic Logic), conjointement avec Ehud Hrushovski en 1993.
Il a été élu membre du conseil de la London Mathematical Society en 2007, vice-président en 2006 puis président en 2009 de l'Association for Symbolic Logic. En 2012 il est devenu membre de l'American Mathematical Society.
En 2015 il est Gödel Lecturer.
En 2017, il est lauréat du Prix Polya de la London Mathematical Society.